# Los preludios
Los preludios (en francés: Les Préludes') S.97 es un poema sinfónico compuesto por Franz Liszt en 1848. Es el tercero de su ciclo de trece Poemas sinfónicos escritos durante su periodo en Weimar. La obra fue dirigida por el propio Liszt el día de su estreno el 23 de febrero de 1854 en un concierto en el «Hoftheater» de Weimar. La partitura fue publicada en abril de 1856 y las partes orquestales en enero de 1865 por la editorial Breitkopf & Härtel de Leipzig. Los preludios es el más popular de los Poemas sinfónicos de Liszt, y se inspira en parte en "Les Préludes", una oda perteneciente a las Nouvelles Méditations poétiques del poeta romántico Alphonse de Lamartine. Durante la Segunda Guerra Mundial, los alemanes usaron un motivo fanfarria de la marcha final para anunciar su victoria en los mensajes que emitían.
La "nota de programa" escrita por Liszt a su creación reza lo siguiente:
¿Qué es nuestra vida sino una serie de preludios a una canción desconocida, de la cual la primera nota solemne es la que hace sonar la muerte? El amanecer encantado de toda existencia está anunciado por el amor, y sin embargo, ¿en el destino de quién no están interpretados los primeros latidos de la felicidad por tormentas cuyas violentas ráfagas disipan las más caras ilusiones del Ser, consumiendo su altar con un fuego fatal? ¿Y dónde debe hallarse el alma cruelmente golpeada, que habiéndose convertido en juguete de una de esas tempestades, no busca olvido en la dulce quietud de la vida rural? Sin embargo, el hombre pocas veces se entrega a la calma beneficiosa que al principio lo encadenó al regazo de la naturaleza. Tan pronto como la trompeta hace sonar la alarma, corre él al puesto del peligro, aunque sea la guerra la que lo convoque a sus filas, pues hallará nuevamente en la lucha completa autorrealización y plena posesión de sus fuerzas.